# Ma Normandie
Ma Normandie é o hino do Bailio de Jersey, uma Dependência da coroa britânica nas Ilhas do Canal, e foi escrito e composto por Frédéric Bérat. Jersey faz parte historicamente parte do Ducado da Normandia, e o Francês tem sido, durante séculos, uma das línguas administrativas oficiais de Jersey, cujos habitantes têm falado uma variedade particular de língua normanda.
Ainda que Ma Normandie seja usado oficialmente por Jersey nos campeonatos da Commonwealth, ou noutras ocasiões em que é necessário outro hino que não o God Save the Queen, de modo a distinguir-se, o facto de a letra referir-se a França tem levado a uma campanha para a mudança do hino, até agora sem sucesso.
Ma Normandie é também amplamente usado, mas não oficialmente, como hino regional da Normandia.

## Letra original
Quand tout renait a l'espérance,
Et que l'hiver fuit loin de nous,
Sous le beau ciel de notre France,
Quand le soleil revient plus doux,
Quand la nature est reverdie,
Quand l'hirondelle est de retour,
J'aime à revoir ma Normandie,
C'est le pays qui m'a donné le jour.
J'ai vu les champs de l'Helvétie,
Et ses chalets et ses glaciers,
J'ai vu le ciel de l'Italie,
Et Venise et ses gondeliers.
En saluant chaque patrie,
Je me disais aucun séjour
N'est plus beau que ma Normandie,
C'est le pays qui m'a donné le jour.
Il est un âge dans la vie,
Ou chaque rêve doit finir,
Un âge ou l'âme recueillie
A besoin de se souvenir.
Lorsque ma muse refroidie
Vers le passé fera retour,
J'irai revoir ma Normandie,
C'est le pays qui m'a donné le jour.